# بشرى أهريش
بشرى أهريش (مواليد 27 يوليو 1972) ممثلة مغربية، شاركت في بداياتها في المسرح ثم اتجهت إلى الأعمال التلفزيونية والسينيمائية في عدة أفلام ومسلسلات ومسرحيات شهيرة بالمغرب. عرفت أكثر بعملها كثنائي رفقة الفنان عبد الله فركوس.

## مسيرتها
ولدت بشرى أهريش في مدينة سلا عام 1972، بعد حصولها على شهادة البكالوريا، إلتحقت بالمعهد العالي للفن المسرحي والتنشيط الثقافي حيث قضت أربع سنوات في دراسة المسرح، وبعد تخرجها انطلقت بالاشتغال في مجموعة من المسرحيات والمسلسلات والأفلام المغربية السينمائية والتلفزية، حيث تميزت في كثير من الأفلام إلى جانب الفنان المغربي عبد الله فركوس.

## قائمة أعمالها

### التلفزيزنية
- 1996 : من دار لدار
- 2003 / 2001 : لالة فاطمة (مسلسل) الجزء الأول والثاني والثالث
- 2006 : لاباس والو باس (مسلسل)
- 2009 : كوول سانتر (مسلسل)
- هذا حالي (مسلسل)
- دور بها ياشباني
- الأنسة فريدة
- بنكالو = ضيفة شرف
- الفروج
- نعام ألالة
- بنات لالة منانة ج2 - ضيفة الحلقات
- الفروج
- ساكن ومسكون(2017)
- المدير العام
- الدرب
- همي ولاد عمي (مسلسل)
- سلامات أبو البنات (مسلسل)
- بغيت حياتك (مسلسل)
- آخر كلام

### السينيمائية
- 2005: المكروم[2]
- 2007: كل ما تريده لولا
- 2009: طريق مراكش
- 2009: إكس شمكار
- 2010: ثعلب أصيلة
- 2010: الجامع
- 2016: الفروج
- 2015: المكينة[3]
- 2018: كورصة
- عائشة
- الترقية